# Mimusops acutifolia
Mimusops acutifolia là một loài thực vật thuộc họ Sapotaceae. Đây là loài đặc hữu của Tanzania.